# El Carmín
La Fiesta de Nuestra Señora del Carmen y Carmín, conocida popularmente como el Carmín de La Pola son las fiestas principales de la parroquia asturiana de La Pola Siero, en el concejo de Siero (España). El Día Grande, que se celebra el lunes siguiente al día de Nuestra Señora del Carmen (16 de julio) es una de las romerías más concurridas de Asturias, llegando a los 50.000 asistentes en los últimos años.

## Descripción
La fiesta se inicia el jueves de la semana anterior con el pregón que tiene lugar, hoy en día, en el Auditorio de Pola de Siero. En la zona del parque suele instalarse el ferial. 
La gran romería tiene lugar el lunes siguiente al Día del Carmen, con el correspondiente desfile encabezado por charangas a las cinco de la tarde desde el barrio de Les Campes hasta el "prau" de La Sobatiella. Allí transcurre la tarde con las diferentes peñas y grupos hasta que al anochecer tiene lugar la  “bajada del prau” hasta el centro de Pola de Siero, donde se celebra la verbena junto al Mercado de Abastos y posteriormente en los diferentes puntos repartidos por el casco antiguo. La Romería es especialmente concurrida en los últimos años, recibiendo visitantes del resto de Asturias y regiones limítrofes, en torno a 50.000 asistentes desde la década de 2000.